# Langourla
 Langourla (en bretó Langourlae) és un municipi francès, situat a la regió de Bretanya, al departament de Costes del Nord. L'any 1999 tenia 631 habitants.

## Demografia
| 1962                                       | 1968 | 1975 | 1982 | 1990 | 1999 |
| ------------------------------------------ | ---- | ---- | ---- | ---- | ---- |
| 895                                        | 765  | 680  | 631  | 609  | 631  |
| Des de 1962: població sense dobles comptes |      |      |      |      |      |

## Administració
| Període   | Identitat           | Partit |
| --------- | ------------------- | ------ |
| 1983-2001 | Jean-Luc Montjarret |        |
| 2001-2008 | Loïc Robert         |        |
| 2008-     | Pierre de Leusse    |        |